# Howard University Hospital
Das Howard University Hospital ehemals Freedmen's Hospital ist ein Großkrankenhaus in Washington, D.C., erbaut auf dem Gelände des ehemaligen Griffith Stadium. Das Krankenhaus diente über 150 Jahre lang der afroamerikanischen Bevölkerung der Region, gegründet 1862 mit dem Zweck die Tausenden von freigelassenen und in den Norden geflüchteten Sklaven während des Sezessionskrieges medizinisch zu versorgen. Als erstes Krankenhaus, dass sich speziell der Versorgung ehemaliger Sklaven widmete, wurde es später das wichtigste Krankenhaus für die afroamerikanische Bevölkerung.

## Überblick
Das Howard University Hospital (HUH) ist eine private non-profit Institution in Washington, D.C. und mit der Howard University verbunden. Das HUH ist das einzige Lehrkrankenhaus der Vereinigten Staaten auf dem Campus einer historisch afroamerikanischen Universität. Nach der Schließung des District of Columbia General Hospital 2001 kamen die ärmsten Patienten an das HUH und das finanziell völlig überforderte Krankenhaus hatte 2016 die höchste Anzahl von Anzeigen wegen widerrechtlicher Tötungen im gesamten Gebiet von Washington, D.C. 2020 wurde das Krankenhaus von der Adventist HealthCare, einem non-profit Gesundheitsdienstleister, übernommen. Diese Organisation bietet dem HUH neue Ressourcen und Gelegenheiten für die klinische Weiterentwicklung in ihrem Netzwerk. 

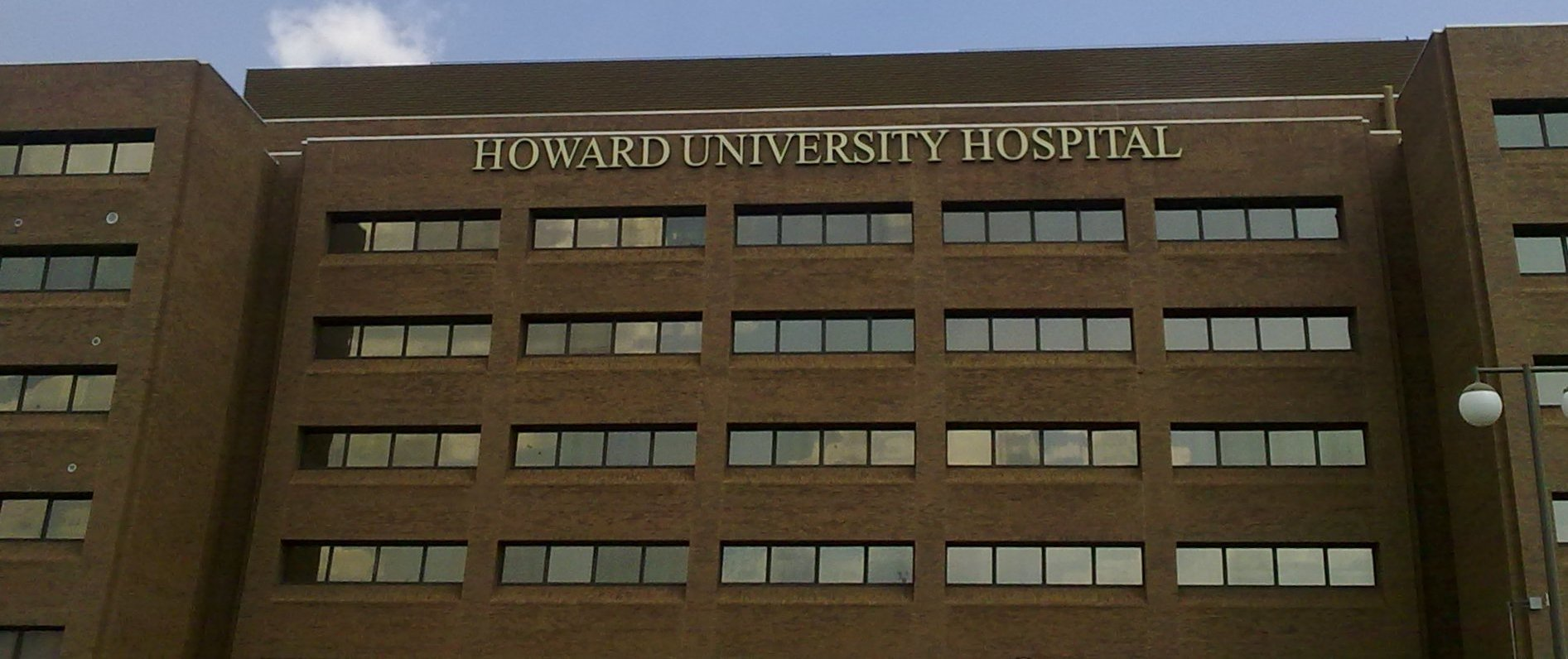
Howard University Hospital

Ärzte und andere Gesundheitsfachkräfte engagieren sich wöchentlich in verschiedene Aktivitäten und Dienstleistungen für die örtliche Gemeinde, darunter Präsentationen, kostenlose Gesundheitsuntersuchungen, Work-Shops und Gesundheitsmessen. Zu diesen Programmen gehört auch eine Einrichtung für Diabetes-Patienten, die einen multidisziplinären Ansatz zur Behandlung der Patienten anbietet. Das Minority Organ Tissue Transplant Education Program (dt. Bildungsprogramm für die Organspende durch Minderheiten), gegründet von dem Transplantationsspezialisten Clive O. Callender hat seinen Sitz ebenfalls am HUH. Spezialisierte Dienste umfassen Endokrinologe, Ophthalmologie, Podologie, Diabetes-Beratung, Apothekendienstleistungen und Ernährungsberatung.
Das HUH ist ein Traumazentrum Level 1 im District of Columbia unter der Abteilung für Trauma- und Intensivmedizin des Bezirks. Jährlich werden dort etwa 1.300 Einweisungen übernommen und ist eines der wichtigsten Traumazentren der Region, seit das General Hospital geschlossen wurde. Zur Leitung des Traumazentrums gehört Edward E. Cornwell, Autor und Aktivist, der seine Arbeit insbesondere den städtischen Gemeinden gewidmet hat. Seine Arbeit im Operationssaal und sein Einsatz für afroamerikanische Männer wurde vom Black Enterprise Magazin und von ABC News porträtiert. Das Traumazentrum ist außerdem für seine hohe wissenschaftliche Leistung bekannt, so erschienen etwa 50 Forschungsbeiträge in peer-reviewed medizinischen Journalen. Pro Quartal erscheint ein Newsletter namens The Check Up, das vom HUH, der Abteilung für Gesundheitsdienste und dem Howard University Office of University Communications herausgegeben wird.

## Geschichte
Das Freedmen's Hospital and Asylum wurde 1862 auf dem Gelände des Camp Barker eröffnet und versorgte befreite, behinderte und alte Afroamerikaner. 1863 wurde die Leitung des Krankenhauses an Alexander Thomas Augusta übergeben, er war der erste afroamerikanische Arzt, der ein Krankenhaus leiten durfte. Nach dem Sezessionskrieg wurde das Krankenhaus 1868 zum Lehrkrankenhaus der Howard University Medical School, blieb aber unter der Aufsicht der Bundesbehörden. 1881 wurde Charles Burleigh Purvis vom Präsidenten Chester Arthur zum verantwortlichen Chirurgen des Freedmen's Hospital ernannt. Purvis war bis 1894 in dieser Position und der erste Schwarze, der unter einer zivilen Regierung diese Position ausübte. Zu Beginn des 20. Jahrhunderts bewilligte der Kongress den Bau eines neuen Krankenhauses. Es wurde 1909 in der Bryant Street fertig gestellt. 1967 wurde das Freedmen's Hospital an die Howard University übertragen und diente bis 1975 als Krankenhaus. Das heutige HUH ist auf dem Grundstück des Griffith Stadions errichtet. Das ursprüngliche Gebäude des Freedmen's Hospital dient inzwischen der John H. Johnson School of Communications. Freedmen's Hall, ein dauerhaftes Museum innerhalb des HUH, ist der Geschichte der medizinischen Bildung und der Gesundheitsfürsorge an der Universität gewidmet.
Im Februar 2020 unterzeichneten das HUH und Adventist HealthCare eine Vereinbarung, nach der Adventist drei Jahre lang das Krankenhaus leiten soll.

## Abteilungen am HUH
- Anästhesie - Bietet chirurgische und geburtshilfliche Narkosen sowie Schmerztherapie an.
- Gemeinde- und Familiengesundheitspflege
- Zahnmedizin
- Dermatologie - Spezialisiert auf die Hauterkrankungen von Afroamerikanern und Bevölkerungsgruppen mit dunkler Haut.
- Notfallmedizin - Geöffnet 24 Stunden am Tag/7 Tage die Woche behandelt die Abteilung rund 60.000 Patienten pro Jahr.
- Innere Medizin
- Neurologie - Spezialisiert auf neurologische Erkrankungen afroamerikanischer und anderer Minderheiten.
- Geburtshilfe und Gynäkologie
- Augenklinik
- Orthopädie und Rehabilitation
- Pathologie
- Pädiatrie - Die Abteilung beinhaltet auch die Neonatologie, Kinderpflege sowie Impfservice und Schuldienste.
- Psychiatrie
- Radiologie - Inklusive der Untersuchung ambulanter Patienten.
- Chirurgie[18]
- The New Freedmen's Clinic - Gegründet 2009 bietet diese Abteilung medizinische Hilfe für Patienten mit niedrigem Einkommen und ohne Krankenversicherung an. Die Betreuung der Patienten wird von Studenten unter Aufsicht erfahrener Ärzte geleistet[19]